# 阿利亚尔·阿利耶夫
阿利亚尔·优素福·奥格雷·阿利耶夫（1957年12月14日—1992年10月3日），是阿塞拜疆军官、摔跤手。他在第一次纳戈尔诺-卡拉巴赫战争中率部反击亚美尼亚部队時阵亡；死后獲追授为阿塞拜疆国家英雄。

## 生平
阿利亚尔·阿利耶夫出生于庫巴特雷區卡济扬。1979年，他以优异的成绩毕业于阿塞拜疆国家体育学院（Azerbaijan State Physical Culture and Sports Academy），随后在库巴特雷区的东达里村（Dondarli village）中学担任体育教师。
服完兵役后，他受萨兰斯克国立大学邀请加盟，并在大学工作了两年。在父亲去世后，他重返卡济扬，并在当地一所中学担任教师。1985年，他被选为体育文化和运动志愿者协会（Council of Voluntary Society for Physical Culture and Sport）理事会主席。
第一次纳戈尔诺-卡拉巴赫战争爆发后，阿利耶夫加入了阿塞拜疆武装部队，并在战场上指挥一个军事行动营。最初他担任该营情报组指挥官，然后升任副营长。
早在1988年2月亚美尼亚人在斯捷潘纳克特举行第一次集会后，阿塞拜疆人被驱逐出自己家园，其中首批难民被安置在阿塞拜疆库巴特雷；而当时阿利耶夫就已经是库巴特雷的地区领导人物。1992年，阿利耶夫开始展开军事行动，在亚美尼亚戈里斯地区卡凡和阿塞拜疆哈德鲁特地区边境上加强防线防御。当亚美尼亚人占领拉钦区后，阿阿利耶夫所属的营部开始进行争夺战。1992年10月3日，阿利耶夫在拉钦舒伦巴什高地（Shurumbashi Upland）的交战中，被亚美尼亚部队击中身亡。

## 纪念

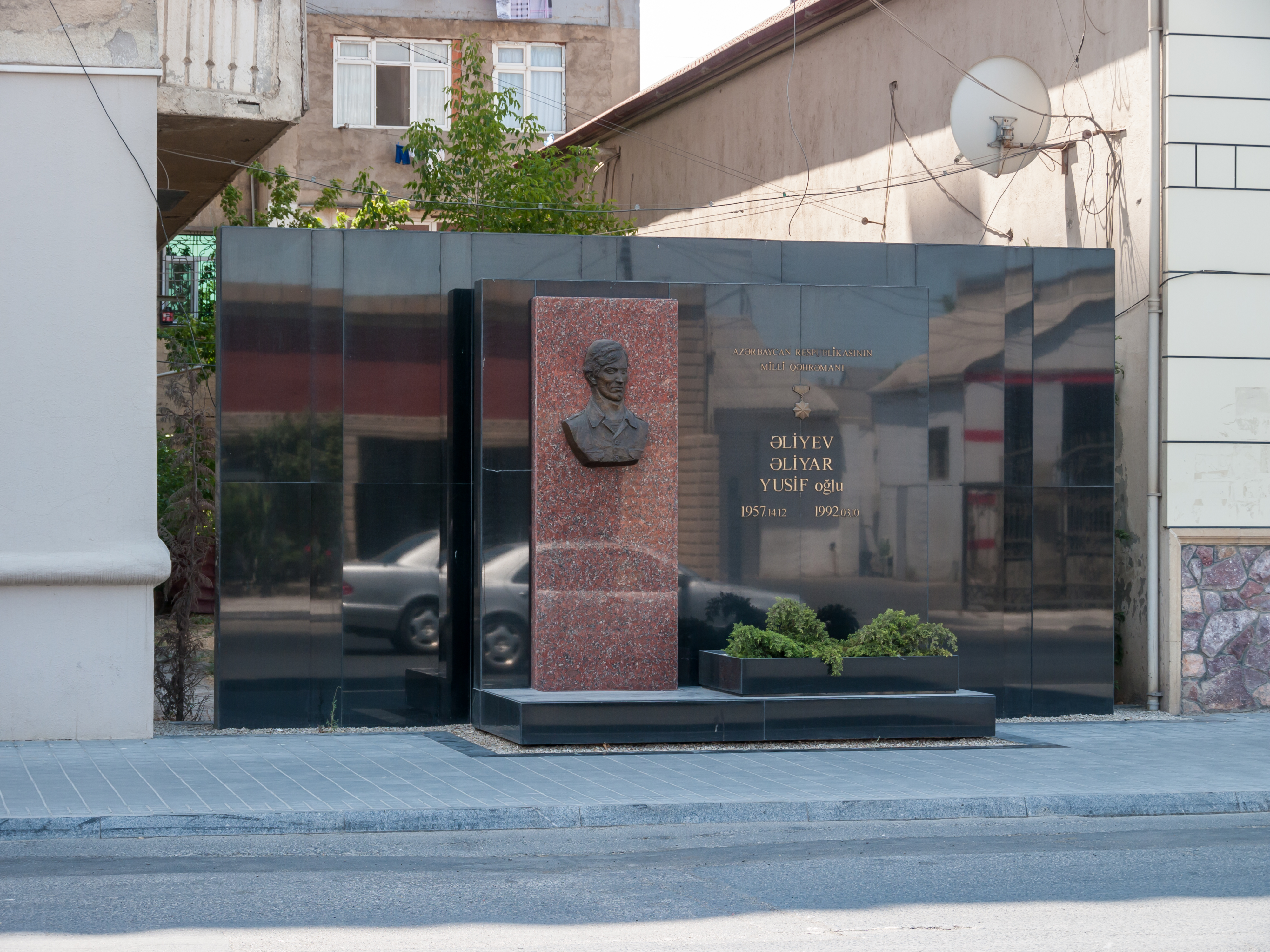
位于巴库的阿利亚尔·阿利耶夫纪念碑

1992年11月10日，阿塞拜疆共和国发布第301号总统令，追授阿利亚尔·阿利耶夫“阿塞拜疆国家英雄”称号。阿塞拜疆首都巴库纳里马诺夫区的一条街道以阿利亚尔·阿利耶夫的名字命名，并为他树立了一座半身雕塑。2016年，阿塞拜疆导演尼扎米·阿巴斯制作了一部关于阿利亚尔·阿利耶夫的纪录片《摔跤指挥官》（‎）。

## 个人生活
阿利亚尔·阿利耶夫婚后有三个孩子。他酷爱古典式摔跤，并荣获很多阿塞拜疆的比赛奖牌；他还培养出很多摔跤手和人物，包括2004年雅典奥运会银牌得主盖达尔·马梅达利耶夫，以及马伊斯·巴尔胡达罗夫将军，后者于第二次纳戈尔诺-卡拉巴赫战争中，率领阿塞拜疆陆军第二军收复了恩师阿利耶夫的家乡。

## 延伸阅读
- Vüqar Əsgərov. "Azərbaycanın Milli Qəhrəmanları" (Yenidən işlənmiş II nəşr). Bakı: "Dərələyəz-M", 2010, səh. 53.